# Sergiy Onufriyenko
Sergiy Onufriyenko, né le 31 janvier 1985 à Zaporijjia, est un handballeur international ukrainien évoluant au poste d'arrière droit au C' Chartres Métropole handball.

## Biographie

### Début à Zaporijjia
Sergiy Onufriyenko fait ses débuts au ZTR Zaporijjia avec lequel il remporte le Championnat d'Ukraine à 5 reprises entre 2004 et  2009.

### Quatre ans à Minsk puis retour en Ukraine
Sergiy Onufriyenko rejoint en 2009 le club biélorusse du HC Dinamo Minsk avec lequel il remporte 4 championnats en autant de saison.
Avec l'équipe nationale d'Ukraine, il participe notamment au championnat d'Europe 2010, terminant à la 16e et dernière place.
En 2013, il retrouve sa ville de Zaporijjia mais pour le club concurrent du HC Motor Zaporijjia, remportant deux nouveaux championnats d'Ukraine. Auteur de 60 et 55 buts en Ligue des champions en deux saisons à Zaporijjia, Onufriyenko totalise 306 buts en C1 entre 2003 et la fin de saison 2014-2015, pour onze participations à la plus haute coupe d'Europe.

### Pairs SG puis Pays d'Aix (2015-2018)

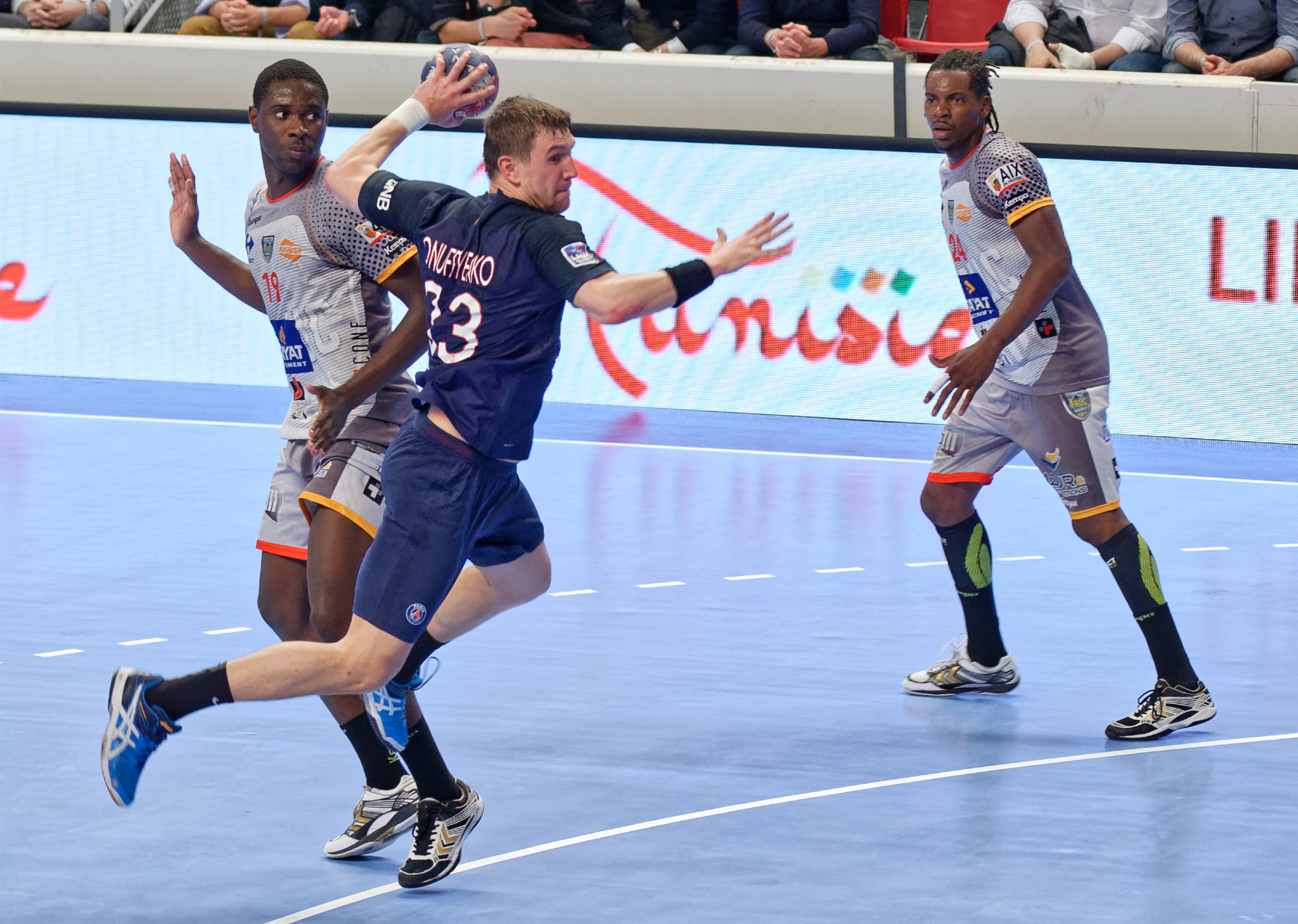
Onufriyenko avec le PSG, le 2 juin 2016.

À l'été 2015, Sergiy Onufriyenko signe pour une saison au Paris Saint-Germain Handball en tant que doublure de Xavier Barachet et remplaçant de Marko Kopljar. Évoluant pour la première fois en dehors de l'ex-URSS et ne parlant ni le français ni l'anglais, une période d'adaptation lui est nécessaire mais, à la suite des blessures de Barachet, il répond présent à Kiel (26-30) lors de la septième journée de Ligue des champions avec sept buts inscrits en neuf tirs. François-Xavier Houlet, consultant de beIn Sports, analyse sur le moment : « il est dans le rôle qu’on attendait de lui, pas trop dans la construction du jeu mais capable de placer son tir quand la défense adverse se concentre sur les stars ». Onufriyenko s'impose finalement à son poste d'arrière droit et termine notamment meilleur buteur de son équipe en finale de la Coupe de France perdue contre Montpellier.
Fin 2015, le joueur s'engage pour deux ans, plus une saison en option, avec le Pays d'Aix UC en remplacement de Luc Tobie,. L'international ukrainien est sélectionné pour le Hand Star Game, le 3 février 2018 à l'AccorHotels Arena, en tant qu'arrière droit avec son homologue nantais Eduardo Gurbindo. À ce moment, il compte 28 buts en treize rencontres de Starligue lors de la saison 2017-2018.

### Fin à Chartres (depuis 2018)
Après deux saisons à Aix, Sergiy Onufriyenko rejoint en 2018 le Chartres Métropole Handball 28 (Proligue, D2) pour deux années.
Onufriyenko marque déjà 28 buts lors de ses quatre premiers matches de championnat, avec 72% de réussite. Au terme de sa première saison, il termine meilleur buteur de Chartres et participe à la montée en Starligue.
En janvier 2020, après une première partie de saison blanche à cause d'une blessure contractée en pré-saison, il prolonge son contrat jusqu'au terme de l'exercice 2020-2021 avec Chartres,. Le championnat est alors stoppé à cause de la Pandémie de Covid-19. Sur les 18 journées jouées, Onufriyenko n’en dispute que deux (les 14e et 18e journées).
En janvier 2021, il se fracture un péroné et est éloigné presque toute la fin de saison 2020-2021.
Fin janvier 2023, la direction du club chartrain annonce la prolongation de son contrat d'une saison supplémentaire, soit jusqu'en juin 2024.

## Style de jeu
Sergiy Onufriyenko est gaucher et évolue au poste d'arrière droit. Il est décrit comme «complet» et «puissant».

## Statistiques
Fin février 2024, Sergiy Onufriyenko franchit les 500 buts inscrits en championnat de France.
| Saison                | Club                  | Championnat           | Championnat | Championnat | Coupe nationale | Coupe nationale | Coupe de la Ligue | Coupe de la Ligue | Supercoupe | Supercoupe | Compétition(s) continentale(s) | Compétition(s) continentale(s) | Compétition(s) continentale(s) | Ukraine | Ukraine | Total | Total |
| Saison                | Club                  | Division              | M.          | B.          | M.              | B.              | M.                | B.                | M.         | B.         | Comp.                          | M.                             | B.                             | M.      | B.      | M.    | B.    |
| 2003-2004             | ZTR Zaporozhye        | D1                    | -           | -           | -               | -               | -                 | -                 | -          | -          | C1+C2                          | 6+0                            | 2+0                            | -       | -       | 6     | 2     |
| 2004-2005             | ZTR Zaporozhye        | D1                    | -           | -           | -               | -               | -                 | -                 | -          | -          | C1                             | 5                              | 7                              | -       | -       | 5     | 7     |
| 2005-2006             | ZTR Zaporozhye        | D1                    | -           | -           | -               | -               | -                 | -                 | -          | -          | C1+C2                          | 6+2                            | 32+12                          | -       | -       | 8     | 44    |
| 2006-2007             | ZTR Zaporozhye        | D1                    | -           | -           | -               | -               | -                 | -                 | -          | -          | C2                             | 4                              | 33                             | -       | -       | 4     | 33    |
| 2007-2008             | ZTR Zaporozhye        | D1                    | -           | -           | -               | -               | -                 | -                 | -          | -          | C1+C2                          | 6+4                            | 41+36                          | -       | -       | 10    | 77    |
| 2008-2009             | ZTR Zaporozhye        | D1                    | -           | -           | -               | -               | -                 | -                 | -          | -          | C1                             | 6                              | 39                             | -       | -       | 6     | 39    |
| Sous-total            | Sous-total            | Sous-total            | -           | -           | -               | -               | -                 | -                 | -          | -          | -                              | 39                             | 202                            | -       | -       | 39    | 202   |
| 2009-2010             | HC Dinamo Minsk       | D1                    | -           | -           | -               | -               | -                 | -                 | -          | -          | C1+C3                          | 0+4                            | 0+28                           | 3       | 27      | 7     | 55    |
| 2010-2011             | HC Dinamo Minsk       | D1                    | -           | -           | -               | -               | -                 | -                 | -          | -          | C1                             | 6                              | 27                             | -       | -       | 6     | 27    |
| 2011-2012             | HC Dinamo Minsk       | D1                    | -           | -           | -               | -               | -                 | -                 | -          | -          | C1+C3                          | 0+6                            | 0+25                           | -       | -       | 6     | 25    |
| 2012-2013             | HC Dinamo Minsk       | D1                    | -           | -           | -               | -               | -                 | -                 | -          | -          | C1                             | 11                             | 43                             | -       | -       | 11    | 43    |
| Sous-total            | Sous-total            | Sous-total            | -           | -           | -               | -               | -                 | -                 | -          | -          | -                              | 27                             | 123                            | 3       | 27      | 30    | 150   |
| 2013-2014             | HC Motor Zaporijjia   | D1                    | -           | -           | -               | -               | -                 | -                 | -          | -          | C1                             | 12                             | 60                             | -       | -       | 12    | 60    |
| 2014-2015             | HC Motor Zaporijjia   | D1                    | -           | -           | -               | -               | -                 | -                 | -          | -          | C1                             | 10                             | 55                             | -       | -       | 10    | 55    |
| Sous-total            | Sous-total            | Sous-total            | -           | -           | -               | -               | -                 | -                 | -          | -          | -                              | 22                             | 115                            | -       | -       | 22    | 115   |
| 2015-2016             | Paris SG              | D1                    | 26          | 90          | 3               | 11              | 3                 | 4                 | 2          | -          | C1                             | 18                             | 42                             | -       | -       | 52    | 147   |
| 2016-2017             | Pays d'Aix UC         | D1                    | 21          | 93          | 2               | 8               | -                 | -                 | -          | -          | -                              | -                              | -                              | -       | -       | 23    | 101   |
| 2017-2018             | Pays d'Aix UC         | D1                    | 26          | 63          | -               | -               | 3                 | 7                 | -          | -          | -                              | -                              | -                              | -       | -       | 29    | 70    |
| Sous-total            | Sous-total            | Sous-total            | 47          | 156         | 2               | 8               | 3                 | 7                 | 0          | 0          | -                              | 0                              | 0                              | 0       | 0       | 52    | 171   |
| 2018-2019             | C' Chartres MHB       | D2                    | 24+2        | 147+15      | 2               | 7               | 2                 | 4                 | -          | -          | -                              | -                              | -                              | -       | -       | 30    | 173   |
| 2019-2020             | C' Chartres MHB       | D1                    | 2           | 1           | 2               | 3               | 1                 | -                 | -          | -          | -                              | -                              | -                              | -       | -       | 5     | 4     |
| 2020-2021             | C' Chartres MHB       | D1                    | 14          | 35          | -               | -               | -                 | -                 | -          | -          | -                              | -                              | -                              | -       | -       | 14    | 35    |
| 2021-2022             | C' Chartres MHB       | D1                    | 30          | 104         | 4               | 16              | 1                 | 7                 | -          | -          | -                              | -                              | -                              | -       | -       | 35    | 127   |
| 2022-2023             | C' Chartres MHB       | D1                    | 30          | 56          | 3               | 6               | -                 | -                 | -          | -          | -                              | -                              | -                              | -       | -       | 33    | 62    |
| 2023-2024             | C' Chartres MHB       | D1                    | 24          | 81          | 1               | 2               | -                 | -                 | -          | -          | -                              | -                              | -                              | -       | -       | 25    | 83    |
| Sous-total            | Sous-total            | Sous-total            | 126         | 439         | 12              | 34              | 4                 | 11                | 0          | 0          | -                              | 0                              | 0                              | 0       | 0       | 142   | 484   |
| Total sur la carrière | Total sur la carrière | Total sur la carrière | 199         | 685         | 17              | 53              | 10                | 22                | 2          | 0          | -                              | 106                            | 482                            | 54      | 134     | 388   | 1376  |

## Palmarès

### En club
L'international ukrainien est vainqueur à huit reprises de son championnat national.
Compétitions nationales
- Vainqueur du Championnat d'Ukraine (7) : 2004, 2005, 2007, 2008, 2009, 2014, 2015
- Vainqueur de la Coupe d'Ukraine (1) : 2015
- Vainqueur du Championnat de Biélorussie (4) : 2010, 2011, 2012, 2013
- Vainqueur du Championnat de France (1) : 2016
- Finaliste de la Coupe de France (1) : 2016
- Vainqueur du Trophée des champions (France) (1) : 2015

Compétitions internationales
- 3e place de la Ligue des champions en 2016